# 諾多爾沙達爾烏帕齊拉
諾多爾沙達爾乌帕齐拉是孟加拉国諾多爾縣的一个乌帕齐拉，位於拉傑沙希专区的諾多爾縣。

## 人口
據1991年孟加拉國人口普查，諾多爾沙達爾共有戶數67,852戶，人口369136人。其中男性佔比51.65%，女性佔比48.35%；成年人口191,401人。該地7歲以上人口之平均識字率為31.2%，低於全國平均值（32.4%）。